# سوبر ماريو لاند
سوبر ماريو لاند أي بلاد ماريو (باليابانية:スーパーマリオランド) (بالإنجليزية:Super Mario Land) ، هي لعبة إلكترونية من نوع مغامرات أنتجت من قبل شركة نينتندو سنة 1989م، تعمل اللعبة بنظام جيم بوي ، قصة ماريو عندما يذهب حول العالم ومنها مصر وأمريكا الجنوبية .
صدرت في اليابان هذه اللعبة في 21 أبريل سنة 1989م، وتليها الولايات المتحدة في 31 يوليو من نفس السنة .

## وصلات خارجية
- سوبر ماريو لاند على موقع IMDb (الإنجليزية)

- Official Nintendo Japan website (باليابانية)